# 大理白族自治州民族中学
25°36′03″N 100°13′07″E / 25.60087°N 100.21858°E
大理白族自治州民族中学，简称大理州民族中学或大理州民中，位于中华人民共和国云南省大理白族自治州大理市，是云南省一级一等普通高级中学。
大理州民族中学于1981年筹建，1982年动工，同年秋招收首届高中学生100人。1993年7月，被评为首批云南省一级三等完全中学；2007年7月，被评为云南省一级二等完全中学；2011年被评为云南省一级一等完全中学。先后有十余种少数民族学生在该校就读，少数民族学生占总数的80%。